# Timmen T
Timmen T, alternativt T-timmen, är en militär term som anger vilken tidpunkt en operation skall genomföras. 